# EXID
EXID (kor. 이엑스아이디, skrót od „Exceed in Dreaming”) – południowokoreański girlsband założony w 2012 roku przez Banana Culture. W skład zespołu wchodzą: Solji, LE, Hani, Hyelin oraz Jeonghwa. EXID oficjalnie zadebiutowały 16 lutego 2012 roku, wydając single album Holla z głównym utworem pt. „Whoz That Girl”. Choć płyta zdobyła trochę uwagi, dopiero w 2014 roku grupa nieoczekiwanie zyskała popularność dzięki cyfrowemu singlowi „Up & Down”, który osiągnął pierwsze miejsce na Gaon Singles Chart kilka miesięcy po wydaniu dzięki fanowskiemu nagraniu z występu grupy na żywo.

## Historia

### 2011–2012: Powstanie i debiut, zmiany w składzie
W maju 2011 roku producent Shinsadong Tiger i AB Entertainment zwerbowali kilka stażystek z JYP Entertainment, z zamiarem utworzenia nowego girlsbandu. Yooji była pierwszą, która dołączyła do zespołu, po tym jak girlsband planowany przez JYP nie zdołał zadebiutować. Yooji skontaktowała się ze stażystkami Hani, Haeryeong i Junghwa, i razem udały się na przesłuchanie na przesłuchanie do AB – wszystkie zostały przyjęte do agencji. Do zespołu dołączyła piąta członkini, gdy Shinsadong Tiger odkrył LE, undergroundową raperkę i autorkę piosenek, która występowała pod pseudonimem Elly. Dami, która była już stażystką AB, została szóstą i ostatnią członkinią dodaną do zespołu. Pierwotnie nazwana „WT” (skrót od „Who’s That”), grupa zmieniła nazwę na EXID na kilka miesięcy przed swoim debiutem. W grudniu 2011 roku LE pojawiła się na singlu Huh Gak „Whenever You Play That Song” (kor. 그 노래를 틀때마다), który był notowany na koreańskich listach przebojów. EXID miały zadebiutować w styczniu 2012 roku, ale ich debiut został opóźniony do lutego, kiedy LE doznała kontuzji nogi podczas próby.
3 lutego AB Entertainment ogłosiło, że EXID zadebiutują z singlem Holla, który zawierań dwie piosenki: główną Whoz That Girl” oraz „I Do”. Zwiastuny wideo z solowymi występami członkiń zostały następnie opublikowane online. Płyta ukazała się 16 lutego 2012 roku, pierwszy występ odbył się w programie M Countdown tego samego dnia, a następnie w programach Show! Music Core i Inkigayo. Ich debiutancki utwór uplasował się na 36 pozycji listy Gaon Singles Chart i ostatecznie sprzedał się w liczbie 840 tys. kopii cyfrowych.

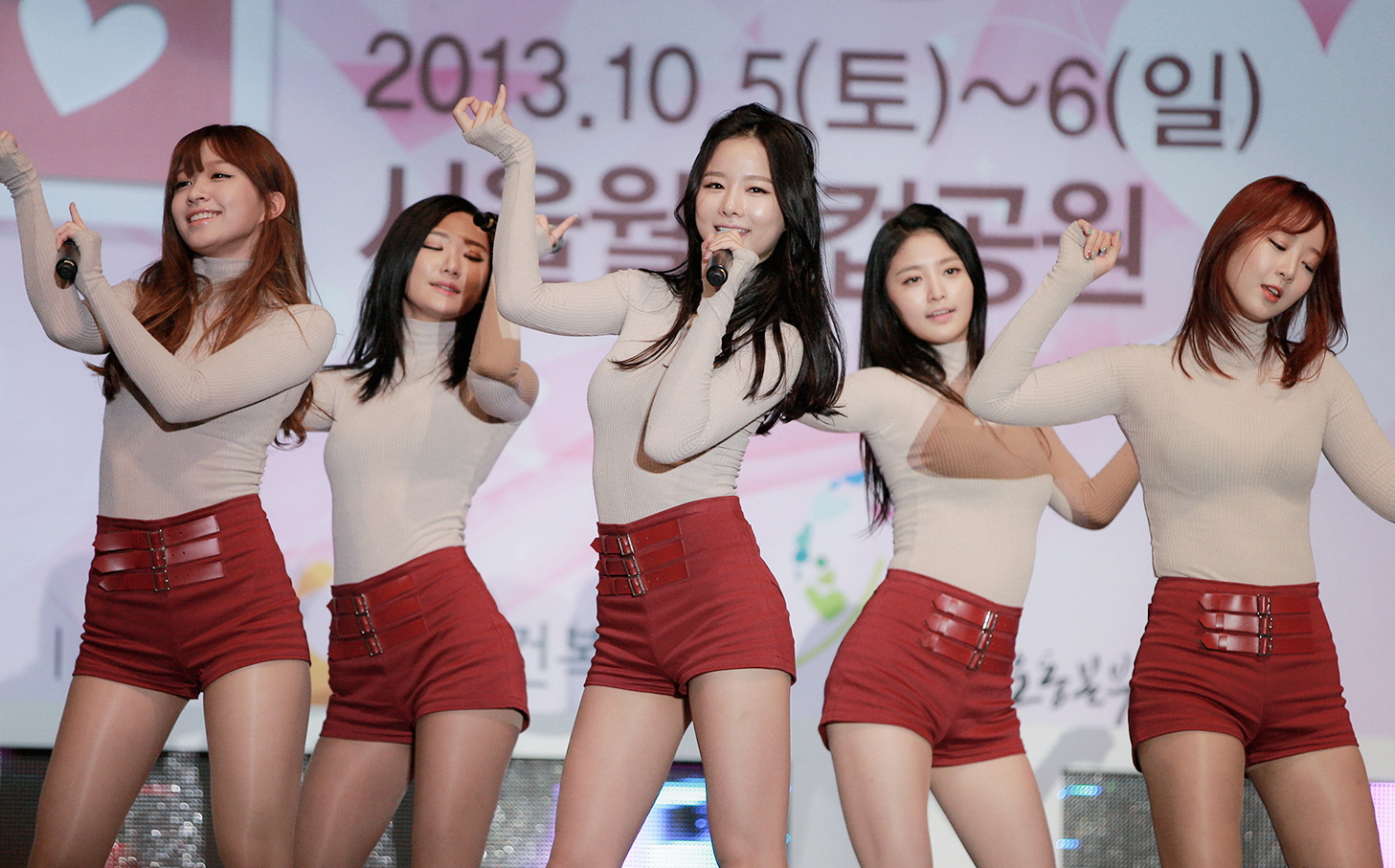
EXID w październiku 2013

W kwietniu AB Entertainment oficjalnie poinformowało o odejściu członków Yooji, Dami i Haeryeong informując, że Yooji i Dami opuściły grupę, aby skupić się na swoich studiach, podczas gdy Haeryeong chciała skupić się na karierze aktorskiej. Zostały one zastąpione przez Solji, byłą członkinię duetu wokalnego 2NB, oraz Hyelin, która pierwotnie była brana pod uwagę do pierwotnego składu EXID, zanim została odrzucona. W nowym składzie zespół powrócił w sierpniu wydając pierwszy minialbum Hippity Hop, wraz z singlem „I Feel Good”. Hippity Hop zadebiutował na 13. miejscu listy Gaon Albums Chart. 2 października ukazał się drugi single album pt. Maeilbam (kor.  매일밤, ang. Every Night). Utwór tytułowy to alternatywna wersja napisanej przez LE piosenki „Jeonhwabel” (kor. 전화벨), która została wydana na pierwszym minialbumie.
11 października wydały piosenkę „Hey Boy” jako część ścieżki dźwiękowej do serialu Cheon beonjjae namja. Piosenka jest żeńską wersją piosenki „Hey Girl” zespołu B1A4. Producent Shinsadong Tiger przestawił piosenkę na „styl reggae”, aby stworzyć inne podejście niż oryginalna wersja B1A4. 30 listopada ujawniono, że EXID, Big Star i D-Unit, wydadzą wspólnie album oraz wystąpią wspólnie na scenie. 22 grudnia w V-Hall w dzielnicy Hongdae w Seulu odbył się koncert The Bugs Show Vol. 1. 6 grudnia EXID zdobyły nagrodę debiutanta podczas 20th Korea Culture & Entertainment Awards.
W lutym 2013 roku grupa wydała singiel „Up & Down” ze ścieżki dźwiękowej serialu Don-ui hwasin. Wkrótce ogłoszono, że członkinie Hani i Solji utworzą podgrupę „Dasoni”. Duet wydał 15 lutego swój debiutancki singel „Good Bye”, B-Side „Said So Often” (kor. 아주 흔한 말).

### 2014–2015: Przełom z „Up & Down”
W czerwcu 2014 roku ogłoszono, że EXID podpisały umowę na wyłączność z Yedang Entertainment i przygotowywały się do comebacku we współpracy z Shinsadong Tigerem. 24 sierpnia odbył się showcase w Ilchi Art Hall, podczas którego wykonały nową piosenkę „Up & Down”. Piosenka została wydana 27 sierpnia jako singel i początkowo była nisko notowana – nie zdołała się znaleźć na liście 100 najlepszych piosenek wg Gaon Chart (choć osiągnął 94. pozycję na krajowej licie). Jednak powoli zyskiwała popularność od początku października po tym, jak nagrany przez fana film Hani wykonującej piosenkę stał się hitem na koreańskich portalach społecznościowych. Doprowadziło to do tego, że piosenka zaczęła wspinać się na listy przebojów, dostając się do pierwszej dziesiątki na wykresach w czasie rzeczywistym i plasując się na szczycie listy Gaon Chart. Ze względu na sukces fancamu, EXID zostały zaproszone z powrotem na scenę w celu promocji, mimo że te skończyły się kilka miesięcy wcześniej. Piosenka została następnie nominowana do nagrody w programach Show! Music Core, Inkigayo oraz M Countdown, w którym 8 stycznia zdobyły pierwszą wygraną. Wygrały też kolejno w programach Music Bank (9 stycznia) i Inkigayo (11 stycznia).
W lutym 2015 roku Solji wzięła udział w pilotażowym odcinku talent show King of Mask Singer. Została pierwszym zwycięzcą programu, który przyciągnął wiele uwagi do EXID. 13 kwietnia ukazał się teledysk do utworu tytułowego „Ah Yeah” z drugiego minialbumu. Grupa zdobyła pierwsze miejsce dzięki piosence w programach Inkigayo (26 kwietnia i 3 maja, a także w Show Champion (29 kwietnia i 6 maja).
W maju grupa wystąpiła po raz pierwszy w Ameryce na Korean Music Festival w Los Angeles, w Kalifornii. W lipcu miał swoją premierę pierwszy własny reality show zespołu.
7 listopada EXID zdobyły nagrodę MBC Music Star Award podczas 2015 MelOn Music Awards. 17 listopada ukazał się teledysk do piosenki „Hot Pink”. Pierwsze zwycięstwo zdobyła 25 listopada w programie Show Champion, a kolejne – 6 grudnia w Inkigayo.

### 2016: Debiut w Chinach,Streeti przerwa w aktywności Solji

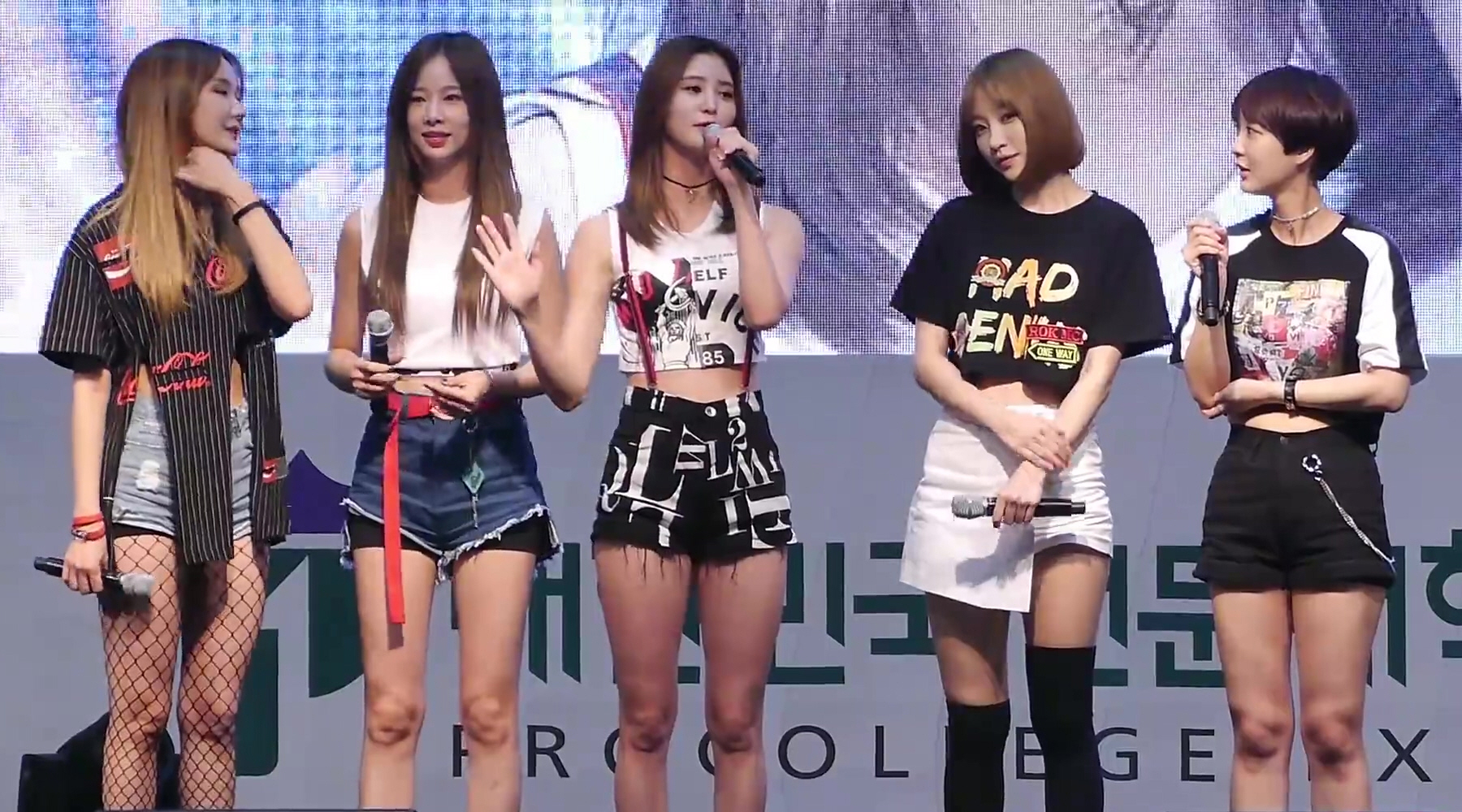
EXID w lipcu 2016

11 stycznia 2016 roku EXID podpisały kontrakt z chińską firmą rozrywkową Banana Project, w celu rozszerzenia swojej popularności poza Koreę. Wywołało to dyskusje na temat przyszłej działalności EXID w Korei Południowej, jednak dyrektor generalny Banana Culture Music, Wang Sicong, zapewnił fanów, że kolejny album, w który zainwestowała firma, zostanie wydany jednocześnie w Chinach i Korei Południowej.
2 marca wytwórnia płytowa zespołu, Yedang Entertainment, zmienia nazwę na Banana Culture i otworzyła spółkę joint venture z Banana Project w Seulu. 18 marca odbyło się pierwsze spotkanie z fanami w Chinach pt. „EXID's LEGGO Show in Shanghai”.
1 czerwca ukazał się ich pierwszy album studyjny zatytułowany Street z tytułowym utworem „L.I.E”. Album zawiera 12 utworów, z których wiele zostało napisanych lub skomponowanych przez LE. Zawierał również „Hello” – solową piosenkę głównej wokalistki Hani i „3%” – solową piosenkę w wykonaniu Solji.
Album znalazł się na drugim miejscu na liście Gaon Album Chart w Korei, podczas gdy „L.I.E” zajął siódme miejsce na liście Gaon Digital Chart. 8 czerwca EXID dzięki singlowi zdobyły pierwsze miejsce w programie Show Champion, a wkrótce potem również w Inkigayo i The Show.
20 grudnia EXID wydały swój pierwszy chiński singel „Cream” przez QQ Music i YinYueTai, który osiągnął szóste miejsce na liście Billboard China V. Jednak dzień później Banana Culture ogłosiło, że u Solji zdiagnozowano nadczynność tarczycy i że wstrzyma aktywności w zespole na sezon rozdania nagród 2016-17.

### 2017:Eclipse, trasaEXID Asia Tour 2017iFull Moon
10 stycznia 2017 roku grupa wydała swój drugi chiński singel „Up & Down” (chiń. 上下). Tego samego dnia został wydany teledysk do piosenki.
Z powodu problemów zdrowotnych Solji comeback zespołu został opóźniony do kwietnia. Ich agencja ogłosiła w marcu, że EXID powrócą w czteroosobowym składzie. 10 kwietnia EXID oficjalnie wydały trzeci minialbum Eclipse i tytułową piosenkę „Night Rather Than Day” (kor. 낮보다는 밤). Płyta zadebiutowała na czwartym miejscu na liście Billboard World Albums, stając się jak dotąd najlepiej notowanym albumem grupy, a także pierwszym w pierwszej piątce albumów z listy. 25 kwietnia dzięki singlowi zespół zdobył pierwsze miejsce w programie The Show, a następnie także w Show Champion (26 kwietnia) i The Show (2 maja).
12 maja Banana Culture Entertainment ogłosiło, że EXID wyruszą latem w promocyjną trasę koncertową po Azji. W trakcie EXID Asia Tour 2017 grupa odwiedziła kilka krajów, zaczynając od Hongkongu i Singapuru. Pierwotnie planowano także koncert w Tajwanie 30 lipca, a następnie ostatni koncert w Seulu 12 sierpnia; jednak ze względu na obawy o bezpieczeństwo związane z zagrożeniem tajfunem Nesat. Tajwański koncert został przełożony na 26 sierpnia. Trasa po Azji zakończyła się koncertem w Taipei 26 sierpnia.
Czwarty minialbum, zatytułowany Full Moon, został wydany 7 listopada. Wydawnictwo promował utwór „DDD” (kor.덜덜덜 ). Solji uczestniczyła tylko w procesie nagrywania płyty, ale nie brała udziału w promocjach i kręceniu teledysku do głównego singla. 21 listopada grupa zajęła pierwsze miejsce w programie The Show z piosenką „DDD”.

## Członkinie
| Pseudonim   | Pseudonim | Prawdziwe imię | Prawdziwe imię | Data urodzenia        | Pozycja                                                |
| Latynizacja | Hangul    | Latynizacja    | Hangul         | Data urodzenia        | Pozycja                                                |
| ----------- | --------- | -------------- | -------------- | --------------------- | ------------------------------------------------------ |
| Solji       | 솔지      | Heo Sol-ji     | 허솔지         | 10 stycznia 1989(dts) | główny wokal, liderka                                  |
| LE          | 엘리      | Ahn Hyo-jin    | 안효진         | 10 grudnia 1991(dts)  | główna raperka                                         |
| Hani        | 하니      | Ahn Hee-yeon   | 안희연         | 1 maja 1992(dts)      | wokal prowadzący, tancerka                             |
| Hyelin      | 혜린      | Seo Hye-lin    | 서혜린         | 23 sierpnia 1993(dts) | wokal prowadzący                                       |
| Jeonghwa    | 정화      | Park Jeong-hwa | 박정화         | 8 maja 1995(dts)      | prowadząca tancerka, wokal, prowadząca raperka, maknae |

## Dyskografia

### Albumy studyjne
| Rok                                            | Dane dot. albumu                                                                                  | Najwyższa pozycja | Najwyższa pozycja | Najwyższa pozycja | Sprzedaż       |            |            |
| Rok                                            | Dane dot. albumu                                                                                  | KOR               | US World          | JPN               | Sprzedaż       |            |            |
| Koreańskie                                     | Koreańskie                                                                                        | Koreańskie        | Koreańskie        | Koreańskie        | Koreańskie     | Koreańskie | Koreańskie |
| ---------------------------------------------- | ------------------------------------------------------------------------------------------------- | ----------------- | ----------------- | ----------------- | -------------- | ---------- | ---------- |
| 2016                                           | Street - Wydany: 1 czerwca 2016 - Wytwórnia: Banana Culture - Format: CD, digital download        | 2                 | 9                 |                   | - KOR: 21 278+ |            |            |
| Japońskie                                      |                                                                                                   |                   |                   |                   |                |            |            |
| 2019                                           | Trouble - Wydany: 3 kwietnia 2019 - Wytwórnia: Tokuma Japan - Format: CD, digital download        | –                 | –                 | 12                | - JPN: 5340+   |            |            |
| 2020                                           | B.L.E.S.S.E.D - Wydany: 19 sierpnia 2020 - Wytwórnia: Tokuma Japan - Format: CD, digital download |                   |                   | 16                | - JPN: 2386+   |            |            |
| „–” oznacza, że wydawnictwo nie było notowane. |                                                                                                   |                   |                   |                   |                |            |            |

### Minialbumy
| Rok                                            | Dane dot. albumu                                                                                    | Najwyższa pozycja | Najwyższa pozycja | Sprzedaż       |            |            |            |
| Rok                                            | Dane dot. albumu                                                                                    | KOR               | US World          | Sprzedaż       |            |            |            |
| Koreańskie                                     | Koreańskie                                                                                          | Koreańskie        | Koreańskie        | Koreańskie     | Koreańskie | Koreańskie | Koreańskie |
| ---------------------------------------------- | --------------------------------------------------------------------------------------------------- | ----------------- | ----------------- | -------------- | ---------- | ---------- | ---------- |
| 2012                                           | Hippity Hop - Wydany: 13 sierpnia 2016 - Wytwórnia: AB Entertainment - Format: CD, digital download | 13                | —                 | - KOR: 1554+   |            |            |            |
| 2015                                           | Ah Yeah - Wydany: 13 kwietnia 2015 - Wytwórnia: Yedang Entertainment - Format: CD, digital download | 5                 | 12                | - KOR: 20 916+ |            |            |            |
| 2017                                           | Eclipse - Wydany: 10 kwietnia 2017 - Wytwórnia: Banana Culture - Format: CD, digital download       | 5                 | 4                 | - KOR: 15 102+ |            |            |            |
| 2017                                           | Full Moon - Wydany: 7 listopada 2017 - Wytwórnia: Banana Culture - Format: CD, digital download     | 7                 | 6                 | - KOR: 17 156+ |            |            |            |
| 2019                                           | We - Wydany: 15 maja 2019 - Wytwórnia: Banana Culture - Format: CD, digital download                | 3                 | 8                 | - KOR: 24 472+ |            |            |            |
| „–” oznacza, że wydawnictwo nie było notowane. | |                   |                   |                |            |            |            |

### CD single
- Holla (2012)
- Maeilbam (kor. 매일밤, ang. Every Night) (2012)
- Up & Down (kor. 위아래 Wiarae) (2014)
- HOT PINK (2015)
- DDD (2017)
- Naeilhae (kor. 내일해, ang. Lady) (2018)
- I Love You (kor. 알러뷰) (2018)